# هيلموت شرايبر
هيلموت شرايبر (بالألمانية: Helmut Schreiber)‏ هو كاتب وممثل ألماني (وحمل سابقاً جنسية ألمانيا الشرقية)، ولد في 16 نوفمبر 1925 في ألمانيا، وتوفي بنفس المكان في 10 فبراير 1995.

## وصلات خارجية
- هيلموت شرايبر على موقع IMDb (الإنجليزية)
- هيلموت شرايبر على موقع ألو سيني (الفرنسية)
- هيلموت شرايبر على موقع قاعدة بيانات الأفلام السويدية (السويدية)
- هيلموت شرايبر على موقع قاعدة بيانات الفيلم (الإنجليزية)
- هيلموت شرايبر على موقع كينوبويسك (الروسية)